# Fundação Spes
A Fundação Spes é uma fundação de direito canónico com sede na cidade do Porto. Nos termos dos respectivos estatutos, a Fundação propõe-se desenvolver actividades de carácter benéfico, educativo e cultural sob inspiração cristã, em permanente referência à dignidade e liberdade do Homem. Os fins educativos e culturais da Fundação Spes visam a formação e desenvolvimento intelectual dos adultos, em especial os que pertencem aos estratos sociais mais cultos e responsáveis. Na prossecução desses fins, a Fundação mantém a consciência de estar a contribuir para o desenvolvimento de uma civilização da Beleza e do Amor como promessa de um futuro livre, digno do Homem.